# Paule Pascal
Pour les articles homonymes, voir Pascal.
Paule Pascal née le 30 novembre 1932 à Montpellier et morte le 19 avril 2018 à Beauvoisin (France), est une sculptrice française.

## Biographie

### Jeunesse et formation
Issue d'une famille gardoise, Paule Pascal entre en 1947 à l’École supérieure des beaux-arts de Nîmes. Elle est reçue première au concours d’entrée des Beaux-Arts de Paris. 

### Œuvres
Sculptrice passant progressivement de la figuration à l'abstraction, Paule Pascal est très active dans les années 1970. Elle utilise la pierre du pont du Gard pour des œuvres de grandes dimensions, frises, piliers, murs, intégrées dans des bâtiments à l'architecture moderniste. On lui doit plus d'une trentaine de sculptures monumentales créées pour l'espace public entre 1959 et 1984.
Elle expérimente l'art collectif dans l'espace public aux côtés d'architectes comme Michel Andrault et Pierre Parat pour le groupe d’habitation Triennal II à Épernay, ou auprès d'Armand Pellier et Joseph Massota,.